# Grodków
Grodkov (řidčeji též Grotkov, polsky Grodków, německy Grottkau) je město v jižním Polsku v Opolském vojvodství v okrese Břeh, sídlo stejnojmenné gminy zahrnující třicet pět okolních vesnic. Leží ve Slezsku ve Slezské nížině necelých 40 km od českých hranic. V roce 2024 měl 7 902 obyvatel.

## Dějiny
První písemná zmínka o villa Grodcobichi, dnešní vesnici Starý Grodkov (Stary Grodków), pochází z roku 1210. Nový Grodkov vznikl za vlády Jindřicha IV. Probuse a získal městská práva středského typu v roce 1278. Město se od začátku vyznačovalo velmi pravidelným kruhovým půdorysem se čtyřmi městskými bránami umístěnými takřka přesně na čtyřech světových stranách: severní Vratislavskou, jižní Niskou, východní Lewinskou a západní Minstrberskou.
Grodkov patřil Vratislavsku a po jeho rozdělení v roce 1314 Břežskému knížectví. Roku 1344 prodal Boleslav III. Marnotratný zdejší panství vratislavskému biskupovi Přeclavovi z Pohořelé, který jej začlenil do Niského knížectví. Biskupové pak užívali titulu Princeps Nissensis et Dux Grottkoviensis, tj. kníže niský a vévoda grodkovský. Již dříve v roce 1342 se Nisko stalo lénem českých králů a v roce 1348 bylo bulou Karla IV. začleněno do zemí Koruny české.
18. září 1427 se v Grodkově shromáždila slezská knížata, aby se zavázala ke vzájemné pomoci v boji proti husitům a stanovila velikost jednotlivých kontingentů na obranu jižní hranice Slezska, čímž došlo k upřesnění ujednání ze Střelína z února 1427. Tato událost se zapsala do dějin jako „grodkovský sjezd“ a byla důležitou kapitolou období husitských válek ve Slezsku. I v 16. století se v Grodkově konávaly slezské zemské sjezdy.

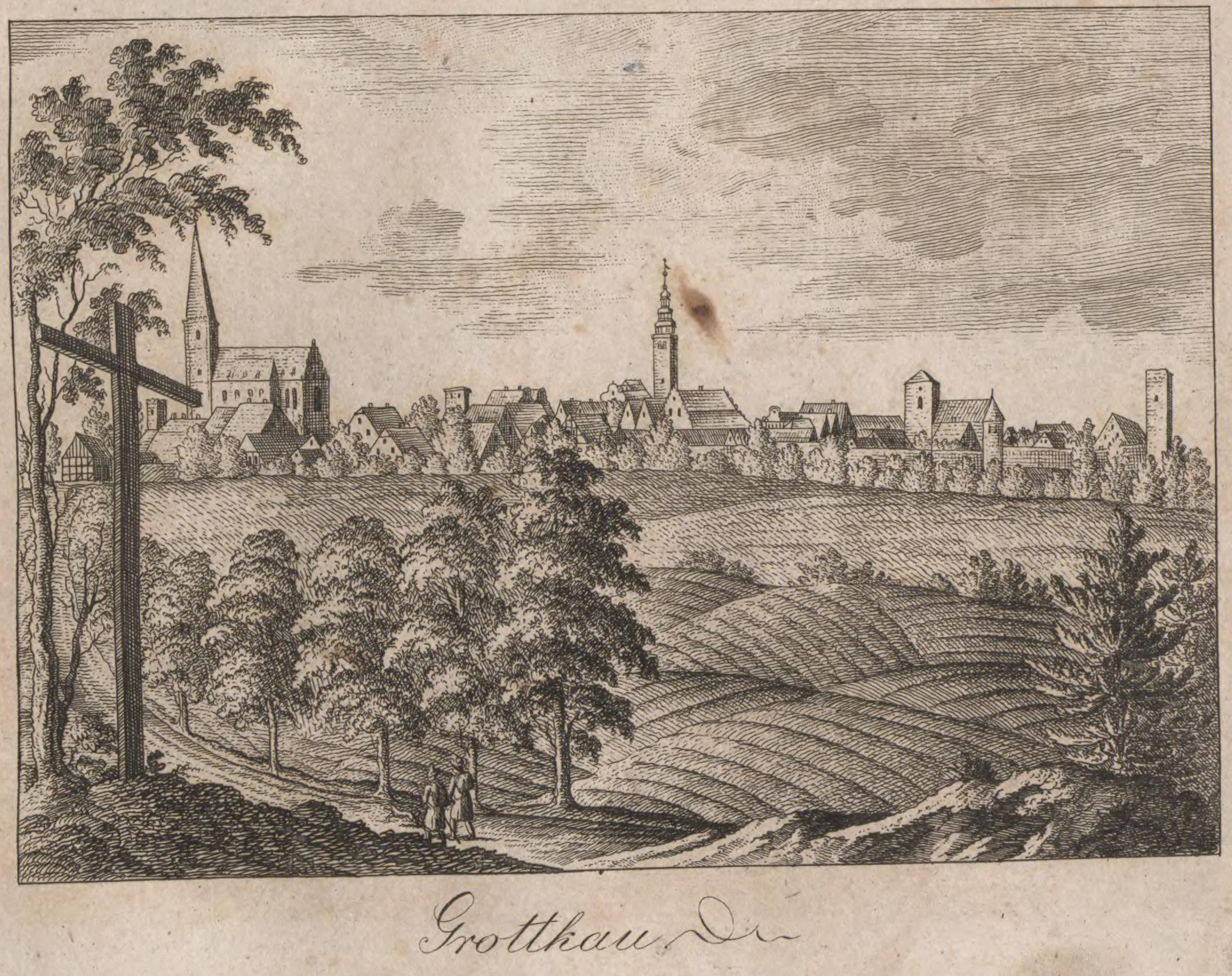
Pohled na Grodkov z roku 1819

Po první slezské válce v roce 1742 došlo k rozdělení Slezska a mezi přímo dotčená území patřilo Nisko. Habsburské monarchii zůstala jižní část, tj. dnešní Jesenicko, kdežto sever knížectví včetně Grodkova připadl Prusku. Město se stalo sídlem okresu (Landkreis Grottkau), který od správní reformy roku 1815 byl součástí vládního obvodu Opolí v rámci provincie Slezsko Niské knížectví zaniklo v roce 1810 na základě ediktu Fridricha Viléma III. o sekularizaci církevních majetků.
Roku 1847 byla zprovozněna železniční trať Nisa – Břeh přes Grodkov a v roce 1891 trať Grodkov – Střelín. Vzniklo několik průmyslových podniků jako pivovar, továrna na doutníky, továrna na mostové váhy či cihelna, celkově vzato ale Grodkov zůstal malým městečkem, které se počítalo mezi tzv. Ackerbürgerstädte, kde se ještě v 19. století část obyvatel živila zemědělstvím. V roce 1910 měl 4 521 obyvatel, z toho 96,2 % mluvilo německy a 77,5 % se hlásilo ke katolické víře.

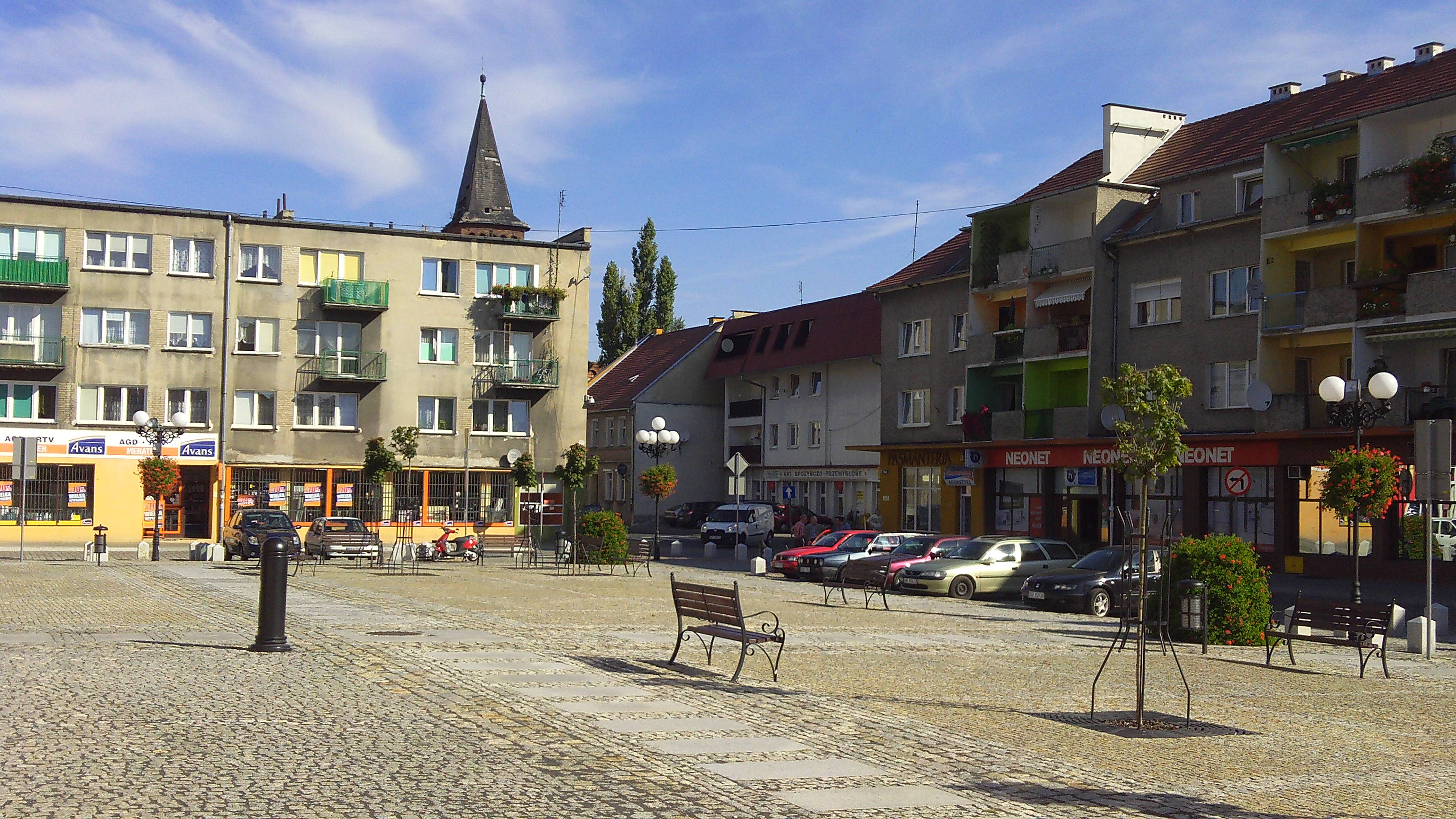
Zničené měšťanské domy v centru nahradila po druhé světové válce panelová zástavba

Rudá armáda obsadila Grodkov 8 února 1945 po třídenních bojích. Zničena byla zhruba polovina zástavby. Na základě Jaltské a Postupimské dohody došlo k připojení Grodkova k Polsku. Německé obyvatelstvo nahradili polští přesídlenci z východních území postoupených Sovětskému svazu a osadníci z centrálního Polska.
Od roku 1950 náleží k Opolskému vojvodství. Okres Grodkov byl zrušen v roce 1975 a při správně reformě roku 1998 nebyl na rozdíl od jiných obnoven. Město nově přičlenili k okresu Břeh.

## Pamětihodnosti
- Radnice – klasicistní budova uprostřed hlavního náměstí (Rynku) z roku 1840, do níž byla integrována renesanční věž – pozůstatek starší radnice z roku 1551;
- Katolický kostel sv. Michaela – poprvé zmiňovaný v roce 1282, mnohokrát přestavovaný, naposledy v letech 1892–1893, kdy prošel regotizací; interiér převážně manýristicko-barokní z 18. století;
- Evangelický kostel – postavený v letech 1845–1847 v novogotickém slohu podle návrhu Friedricha Augusta Stülera; v letech 1945–1946 po dobu oprav kostela sv. Michaela sloužil katolíkům, poté byl vrácen protestantské obci, ale ta v souvislosti s odsunem a emigrací věřících německé národnosti po roce 1956 zanikla; od té doby opuštěný kostel chátral, v současnosti má podobu zříceniny;
- Pozůstatky středověkých hradeb se dvěma městskými bránami – západní Minstrberskou a východní Lewinskou – a Vězeňskou baštou;
- Větrný mlýn holandského typu z 19. století;

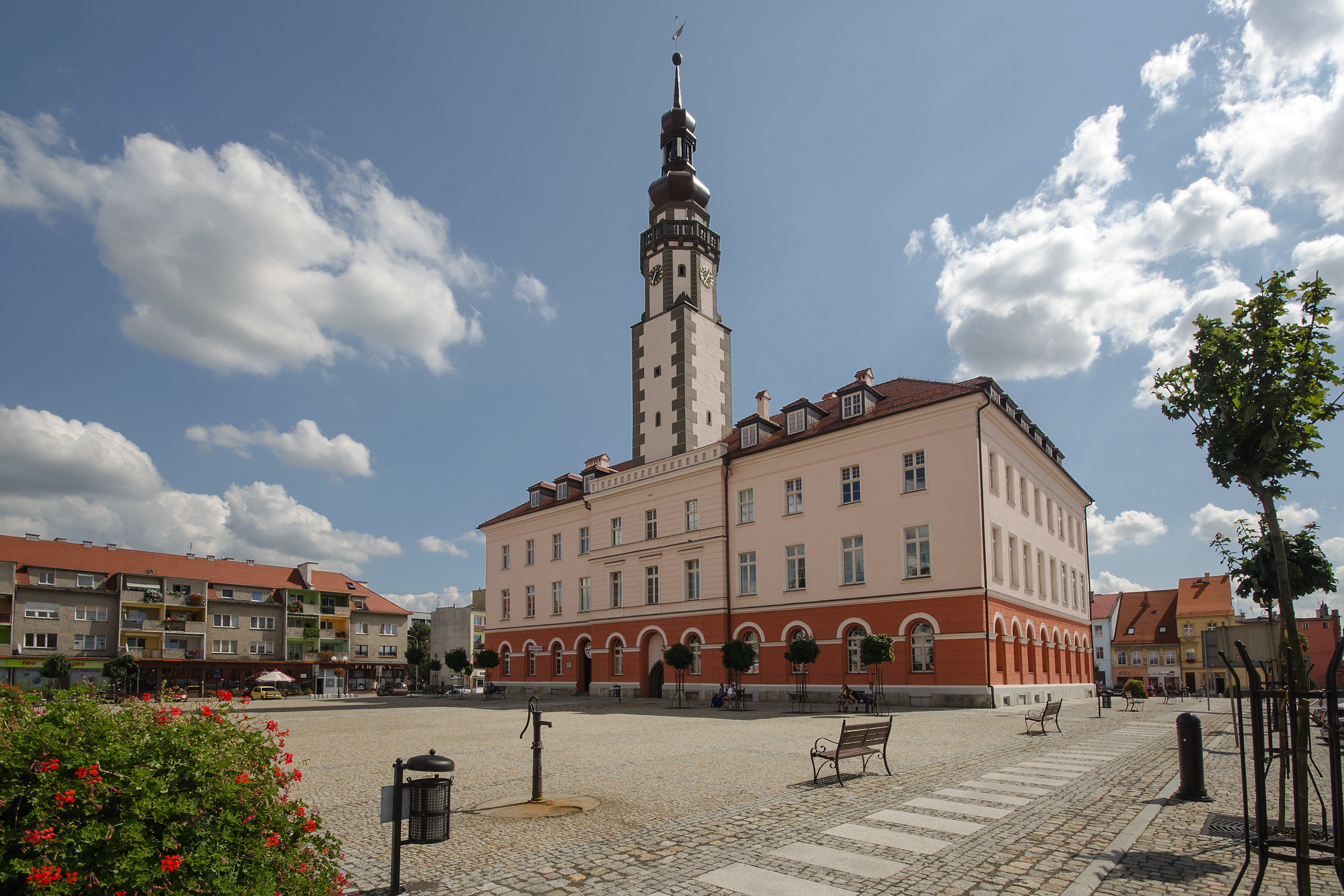
Radnice
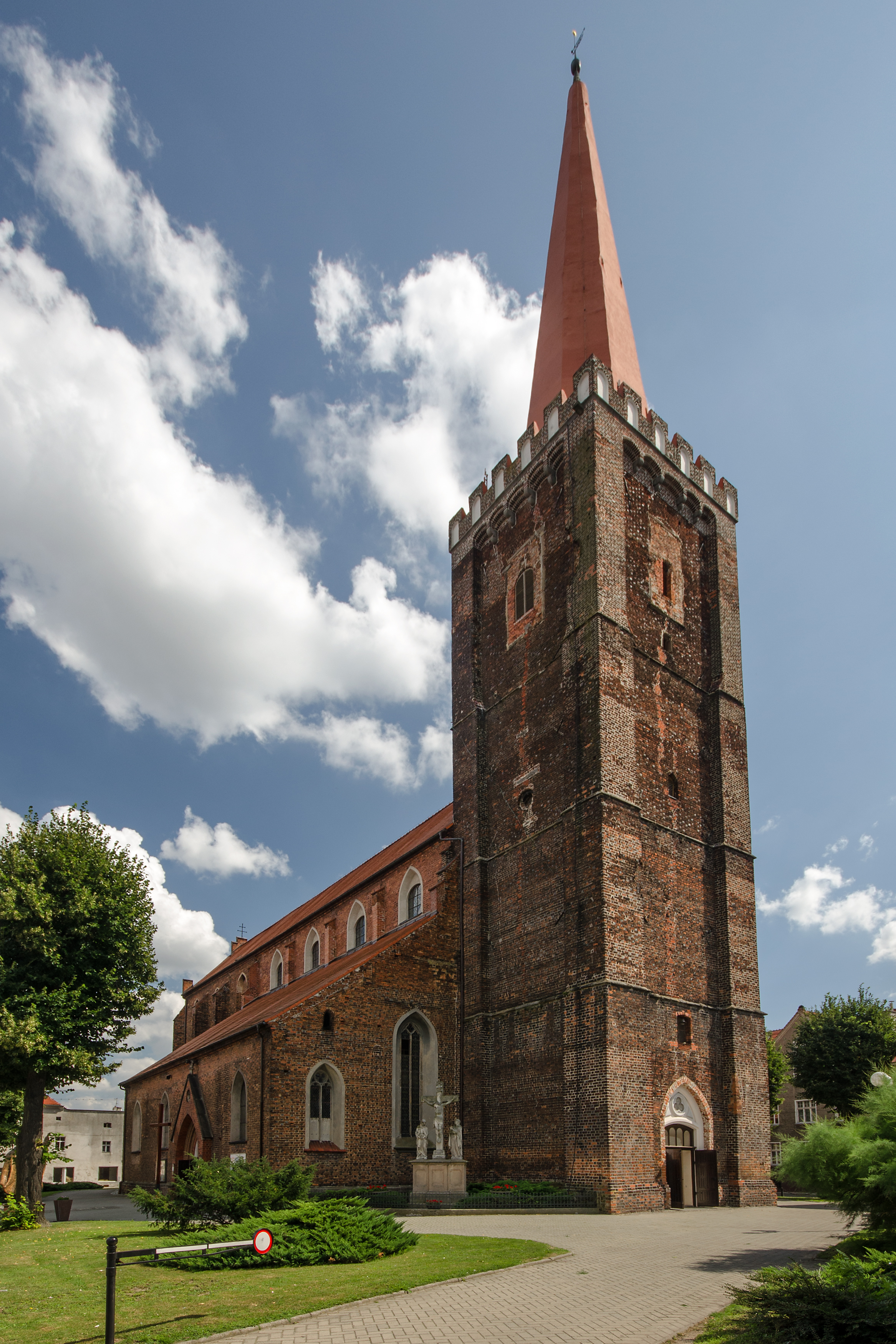
Kostel svatého Michaela
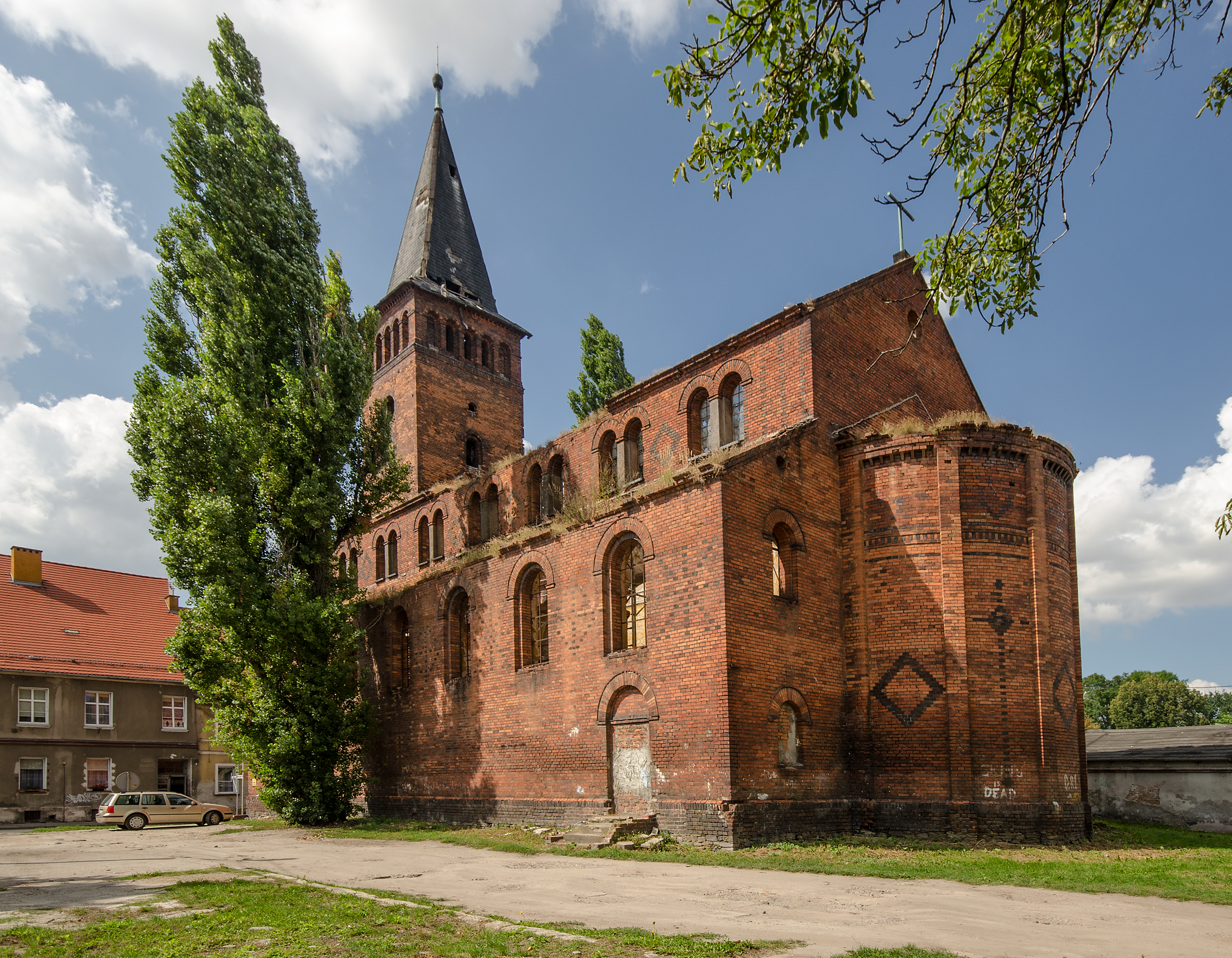
Zřícenina evangelického kostela
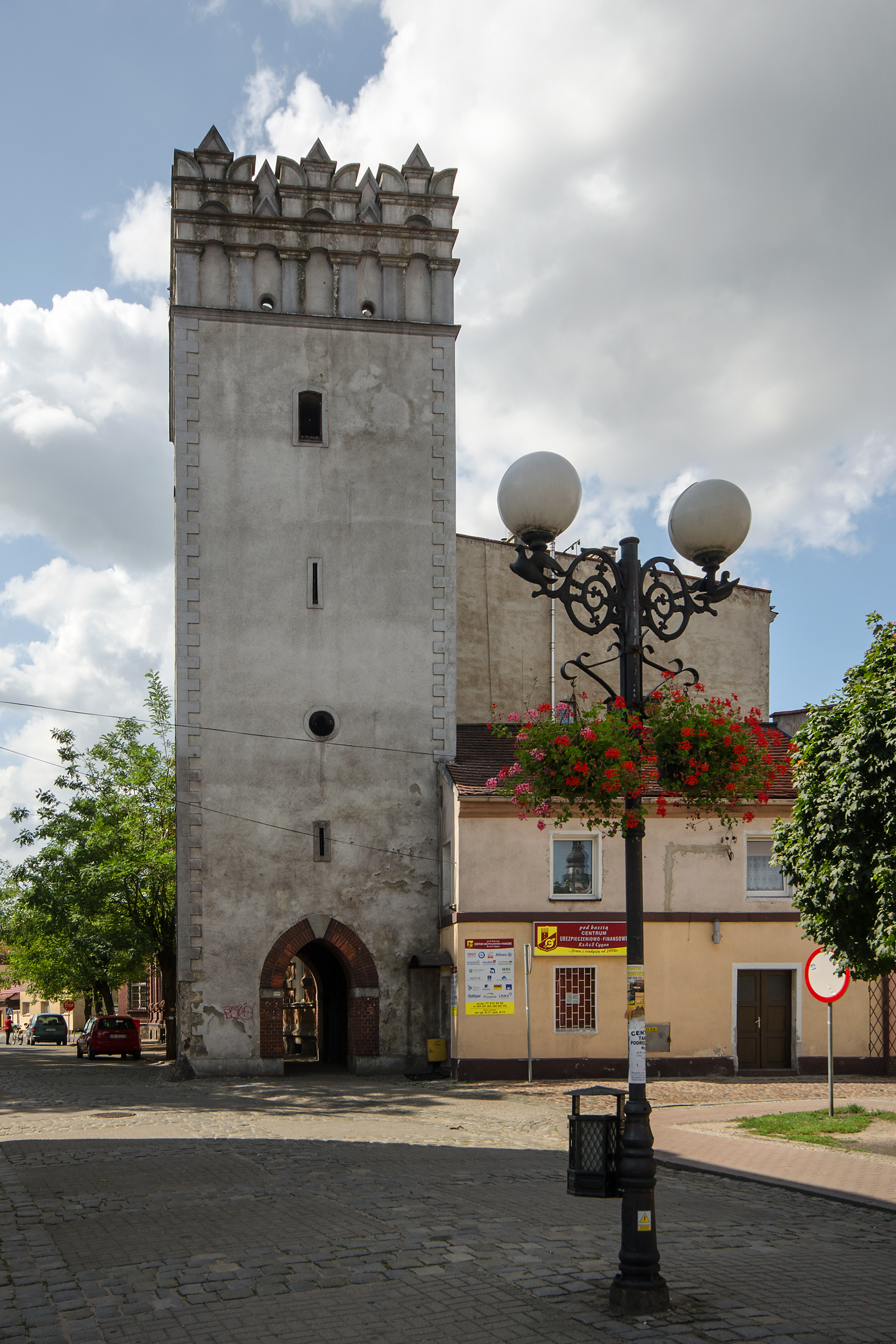
Minstrberská brána
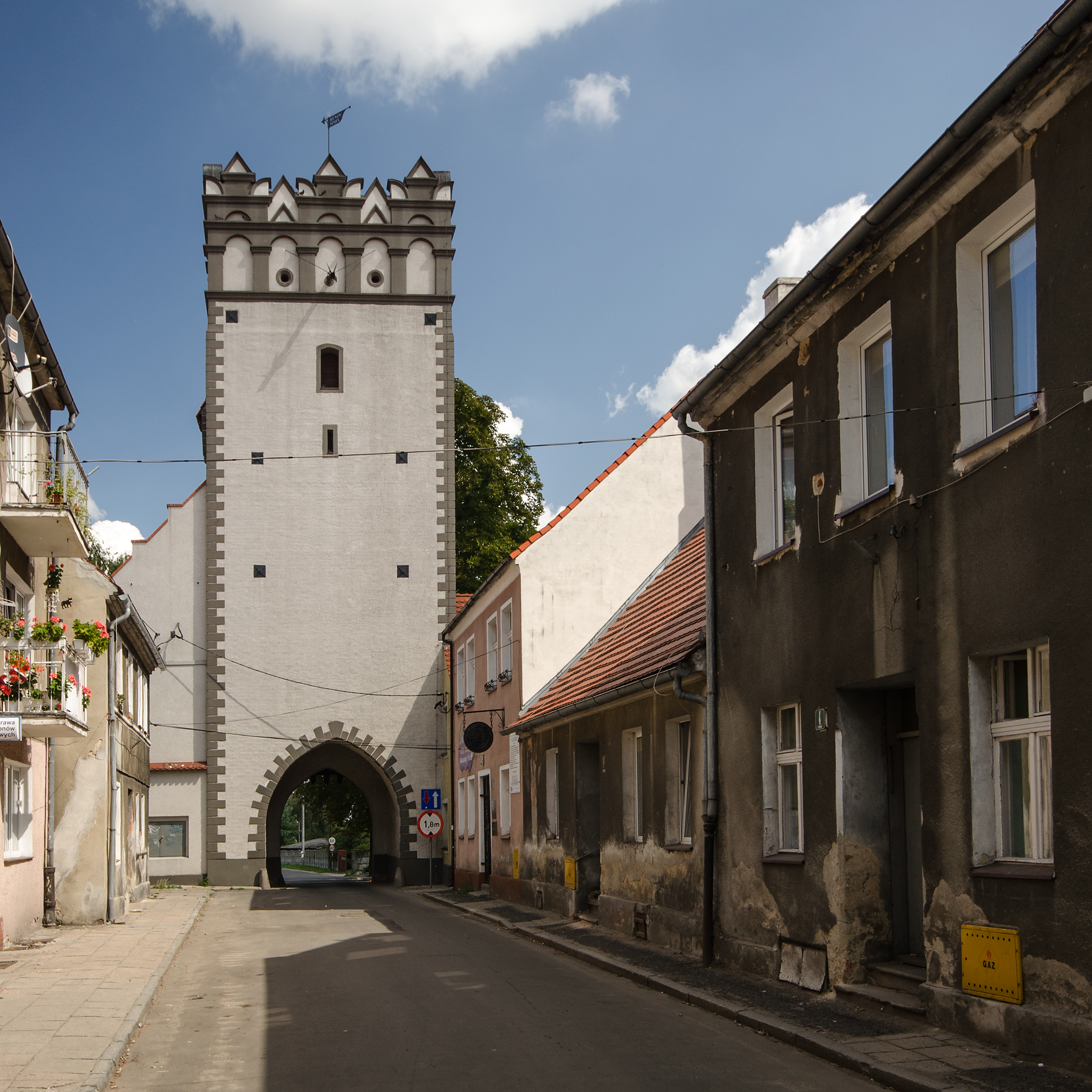
Lewinská brána
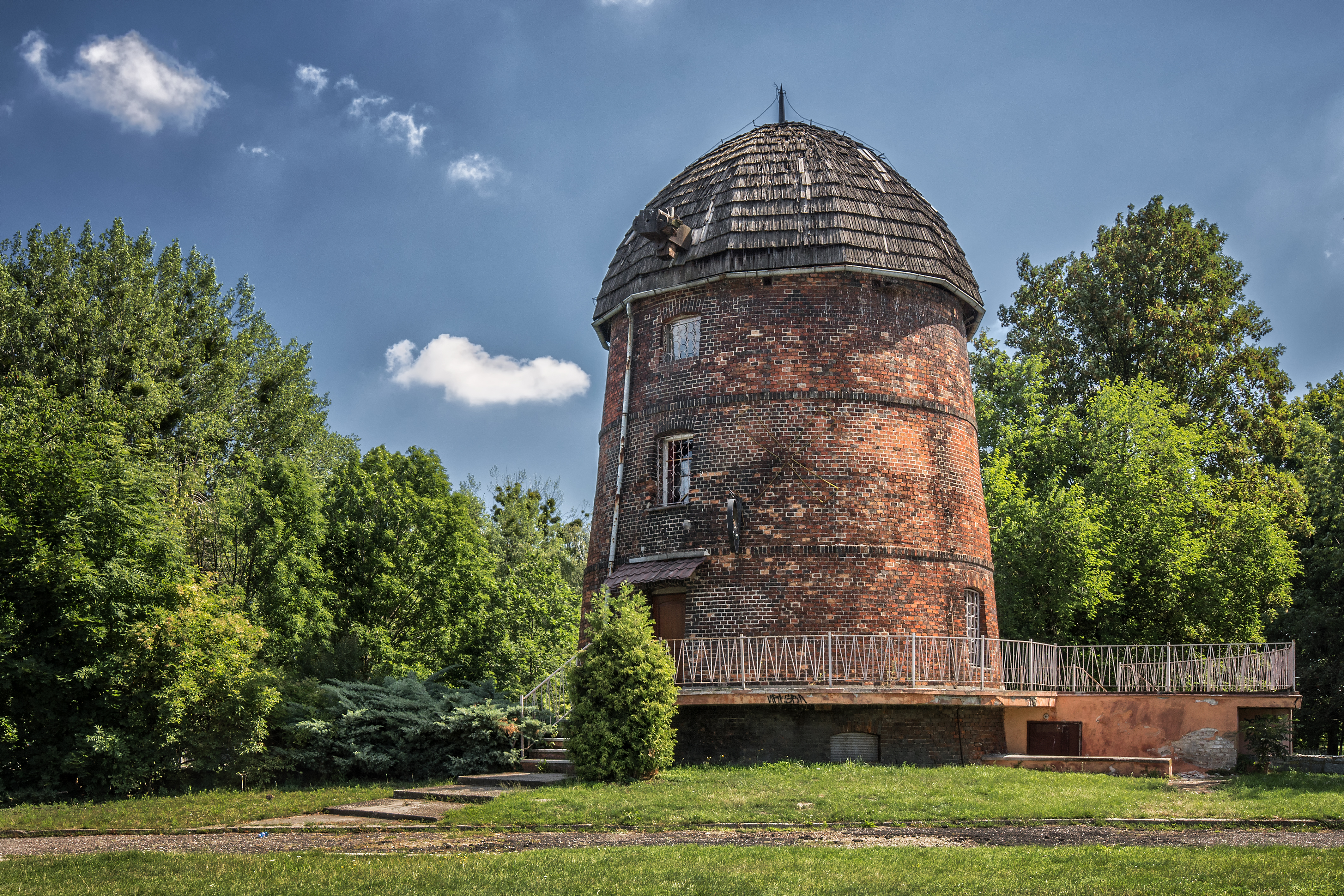
Větrný mlýn

## Doprava
Grodkov leží na železniční trati Nisa – Břeh, stanice se nazývá Grodków Śląski. Zastavují zde osobní vlaky společnosti Polregio do Nisy, Břehu, Kandřína-Kozlí a Vratislavi. Provoz na trati Grodkov – Střelín byl zastaven v roce 1988 a roku 2006 byla tato trať rozebrána.
Vojvodská silnice č. 385 spojuje Grodkov na východě s Nemodlínem a na západě s Minstrberkem (Ziębice) a Frankenštejnem (Ząbkowice Śląskie), vojvodská silnice č. 401 pak na severu s Břehem a na jihu s Nisou. Příměstskou a regionální autobusovou dopravu zajišťují dopravní podniky PKS Brzeg a PKS Nysa a také soukromý dopravce Euro-Bus (spoje do Vratislavi).

## Osobnosti
- Melchior Adam (1575–1622) – pedagog, lexikograf a historik literatury, autor životopisů velikánů Svaté říše římské
- Józef Elsner (1769–1671) – hudební skladatel a dirigent, učitel Fryderyka Chopina
- Constantin Wilhelm Lambert Gloger (1803–1863) – zoolog a ornitolog, autor Glogerova pravidla
- Šebastián z Rostocku (1607–1671) – katolický duchovní, biskup vratislavský od roku 1665
- Robert Sommer (1864–1937) – psychiatr, zakladatel Německého spolku pro duševní hygienu a Společnosti pro experimentální psychologii
- Janusz Szrom (* 1968) – jazzový zpěvák a hudební skladatel
- Sylvius Leopold Weiss (1687 – 1750) – hudební skladatel, loutnista

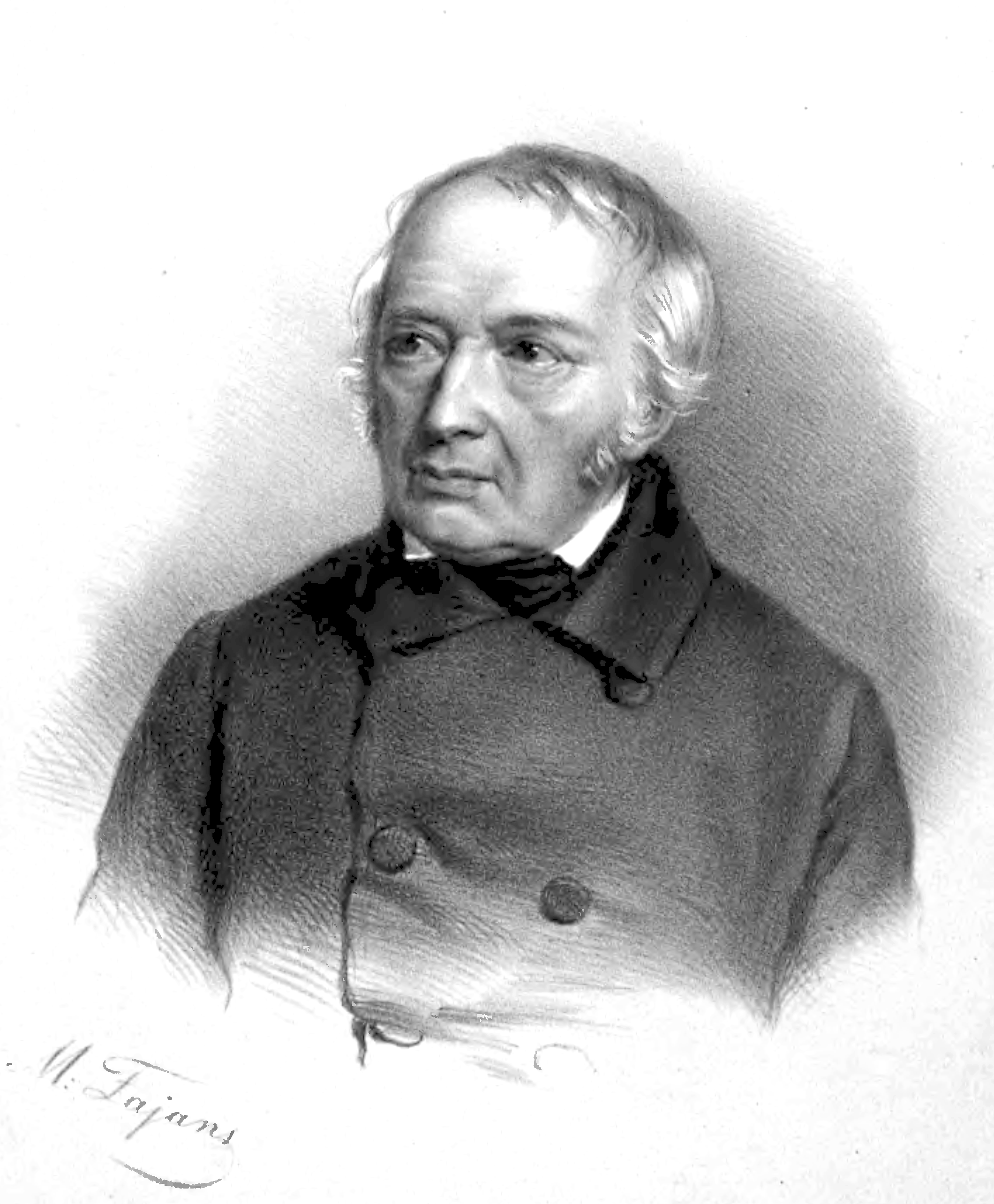
Józef Elsner
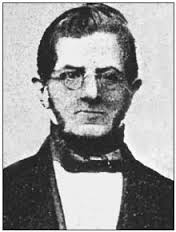
Constantin Wilhelm Lambert Gloger
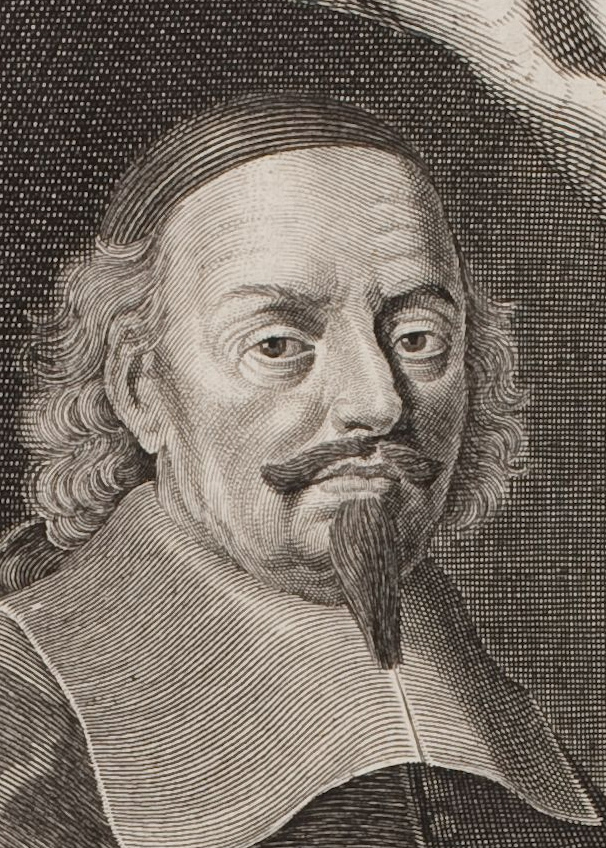
Šebastián z Rostocku
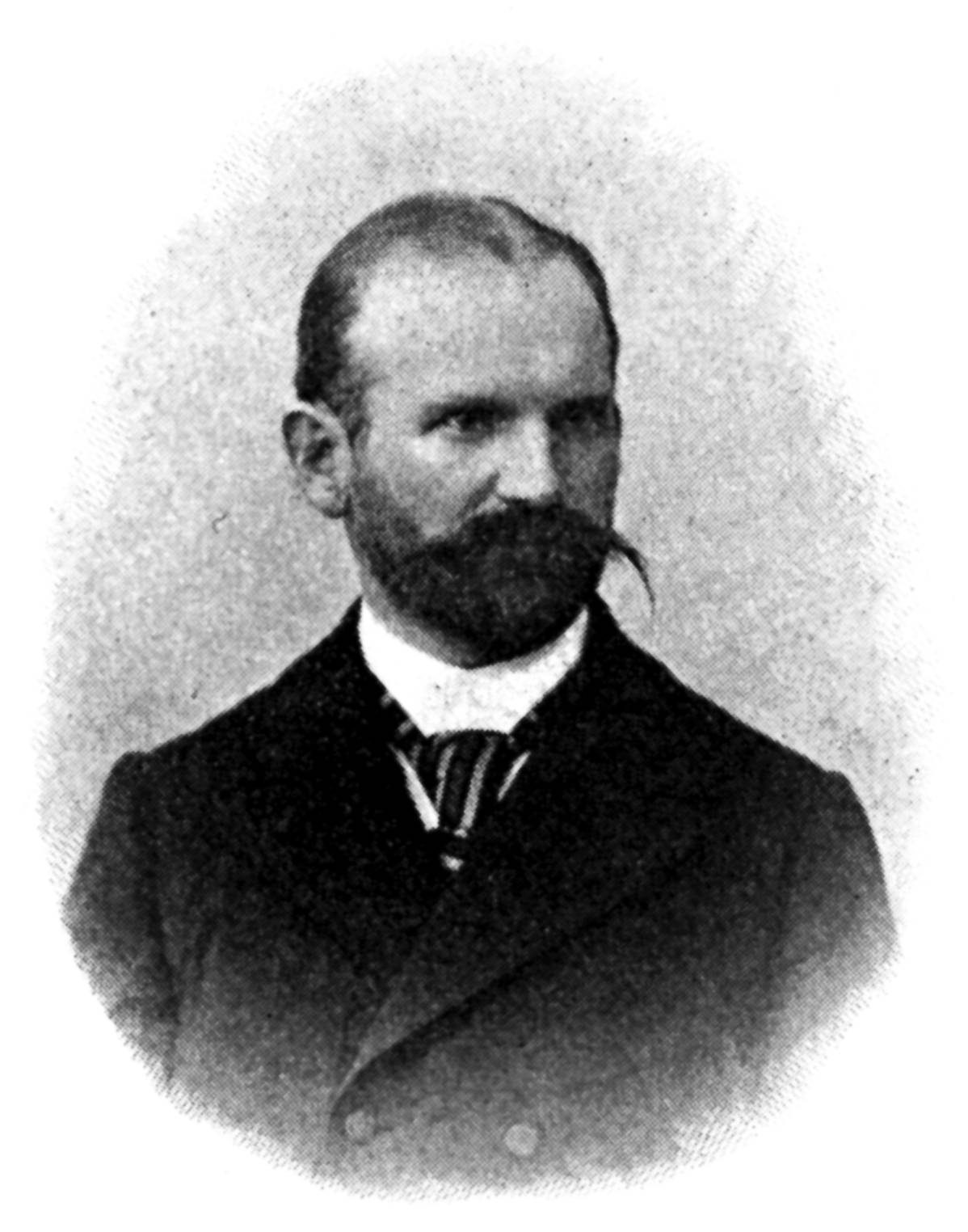
Robert Sommer
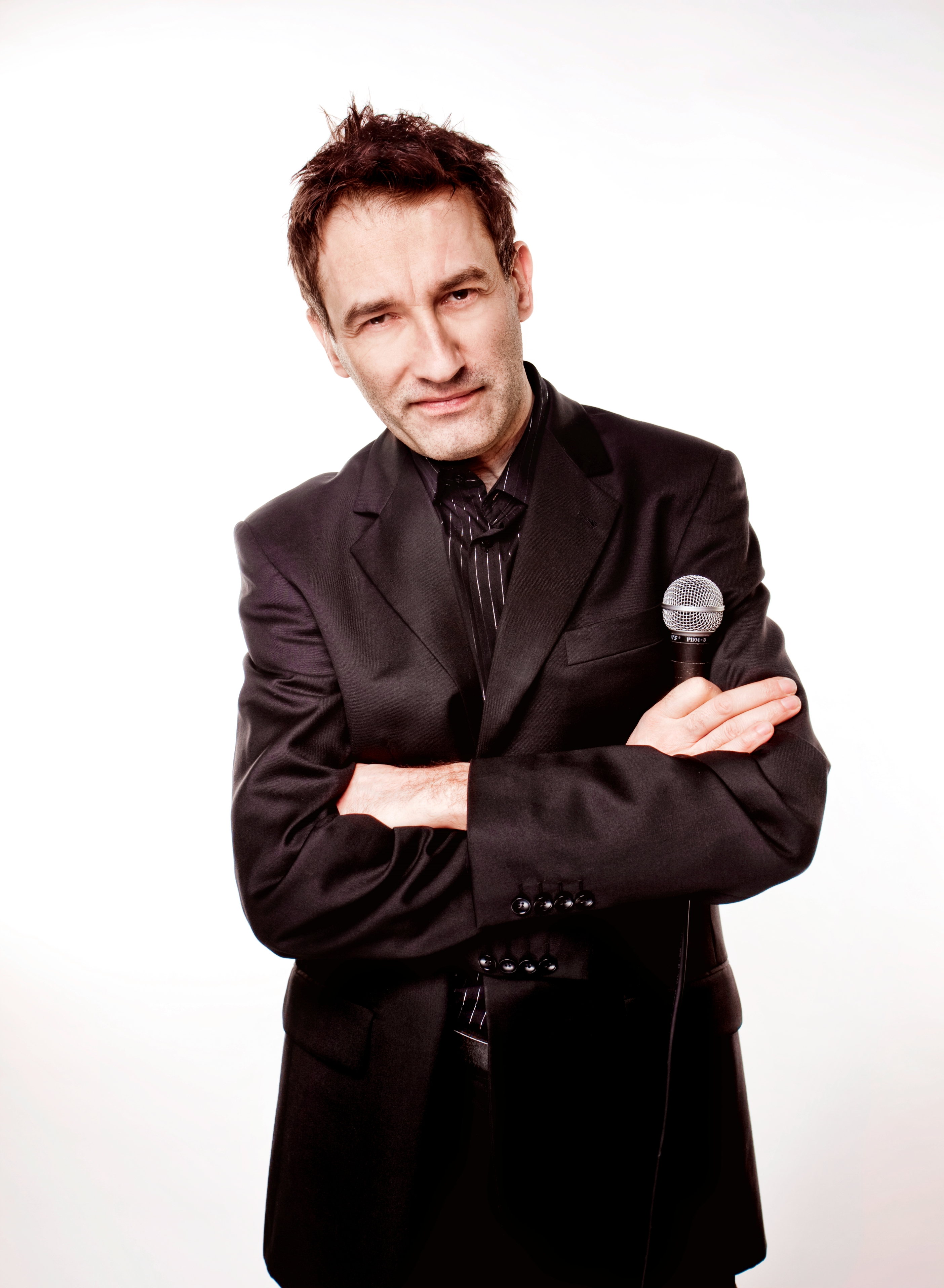
Janusz Szrom
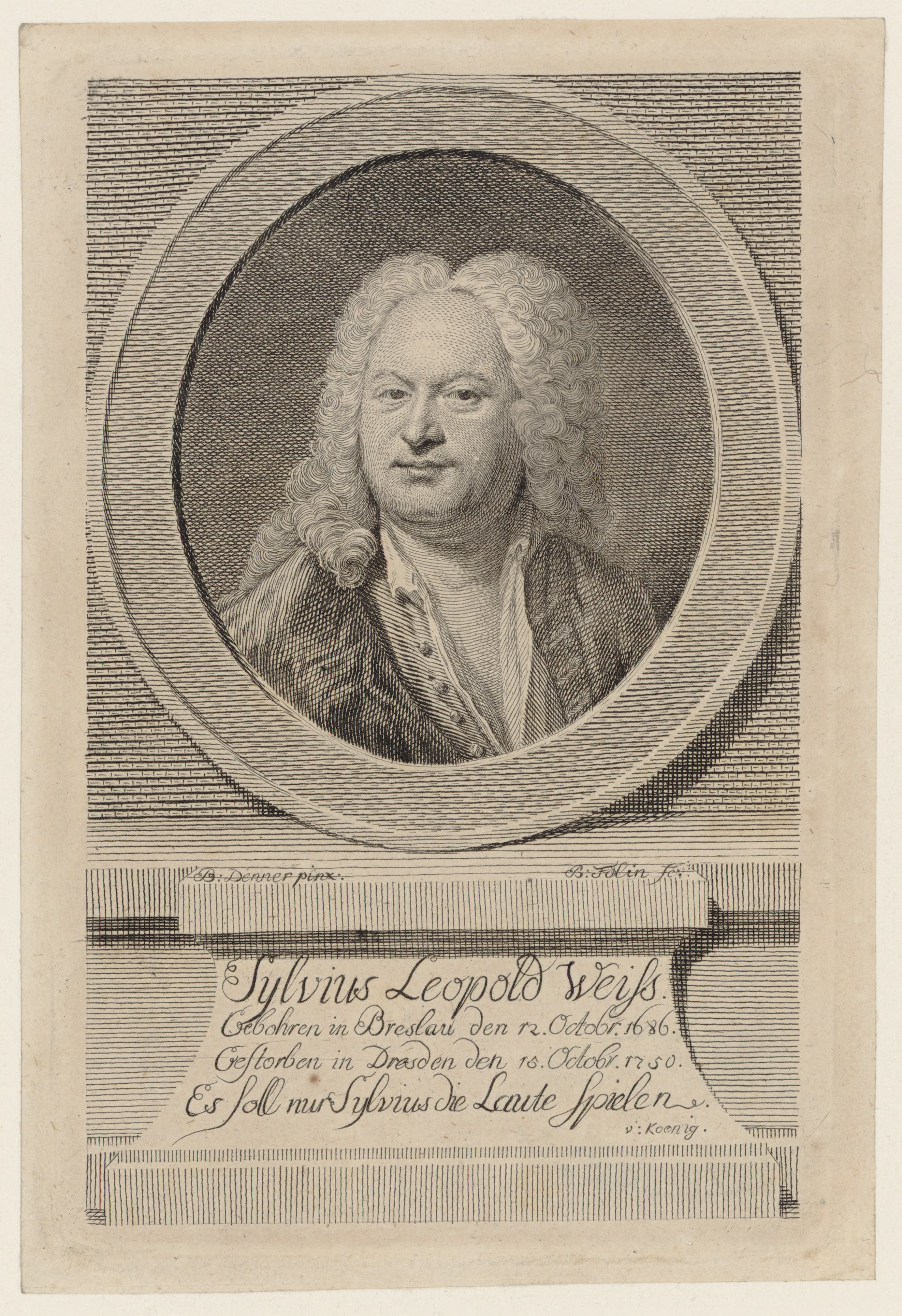
Sylvius Leopold Weiss

## Partnerská města
- Beckum, Německo
- Bohumín, Česko
- Borščiv, Ukrajina
- Heringsdorf, Německo
- La Celle-Saint-Cloud, Francie